# 퀼리 테탐
퀼리 테탐(에스토니아어: Külli Teetamm, 1976년 5월 22일 ~ )은 에스토니아의 배우이다.